# Thomas Rackwitz
Thomas Rackwitz (* 1981 in Halle (Saale)) ist ein deutscher Schriftsteller und Lyriker.

## Leben
Rackwitz studierte Germanistische Literaturwissenschaft, Geschichte, Anglistik und Zeitgeschichte in Halle und brach das Studium 2009 ab. Er lebt und arbeitet als Übersetzer, Lektor, Schriftsteller und Nachdichter in Blankenburg (Harz). Sein Werk umfasst Lyrik, Kurzprosa sowie Kinder- und Jugendliteratur und erschien neben den Einzelpublikationen auch in Literaturzeitschriften, wie z. B. in Abwärts, Ostragehege oder Ort der Augen. Einige seiner Gedichte wurden in andere Sprachen übersetzt, u. a. in das Armenische, Bulgarische, Englische, Italienische und Serbische. Sein lyrisches Werk umfasst auch die strenge Form des Sonettenkranzes, wie etwa bei dem Gedichtzyklus in halle schläft der hund beim pinkeln ein. Seit 2020 ist er Mitglied im PEN-Zentrum Deutschland.

## Auszeichnungen
- 2006: Jugend-Kultur-Preis des Landes Sachsen-Anhalt
- 2007: Féile Filíochta Award, Dún Laoghaire-Rathdown County Council, Irland
- 2008: Walter-Bauer-Stipendium der Städte Merseburg und Leuna
- 2011: Dritter Preis beim lauter niemand Preis für politische Lyrik
- 2015: Lyrikpreis der Interessengemeinschaft deutschsprachiger Autoren e.V.
- 2015: Stadtschreiber von Halle (Saale)[1]
- 2022: 2. Preis Lyrik beim 4. Literaturpreis Harz[2]
- 2024: 1. Preis Lyrik beim 5. Literaturpreis Harz[3]

## Werke

### Lyrik
- in halle schläft der hund beim pinkeln ein. Fixpoetry-Lesehefte. Verlag im Proberaum 2009, ISBN 978-3941296039.
- an der schwelle zum harz. Gedichte. Mitteldeutscher Verlag 2014, ISBN 978-3954623402.
- ausgrabungen am offenen herzen. Gedichte und Prosa. Hallesche Autorenhefte 61 (2015).
- im traum der dich nicht schlafen lässt. Gedichte. chiliverlag 2018, ISBN 978-3943292602.
- neophyten. Gedichte. Mitteldeutscher Verlag 2020, ISBN 978-3963113444.
- in meinem garten steht ein blauer eisberg. Gedichte. Mitteldeutscher Verlag 2022, ISBN 978-3963116186.
- Urknallstaub. Mit Grafiken von Steffen Büchner. Lyrik-Edition NEUN, Bd. 27, Berlin, Verlag der 9 Reiche, 2024, ISBN 978-3-948999-27-8.

### Kinder- und Jugendbücher
- Benx und die Hexen der Bataquampa. Community Editions 2021, ISBN 978-3960962182.
- Benx und die Rückkehr des Enderdrachen. Community Editions 2022, ISBN 978-3960962496.
- Kommissar Wuschel. Das Spiel ist aus. KDP 2023,  ISBN 979-8379379438.
- Benx und die sieben Prüfungen der Rabaukiade. Community Editions 2023, ISBN 9783960969426.
- Benx und die seltsame Insel. Community Editions 2024, ISBN 3960963610.